# 마티 펠드먼
마티 펠드먼(Marty Feldman, 1934년 7월 8일 ~ 1982년 12월 2일)은 잉글랜드의 배우이다.

## 출연 작품
- 붉은 해적단 (1983)
- 섹스 위드 어 스마일 (1976)
- 무성 영화 (1976)
- 비밀 문서 소동 (1975)
- 영 프랑켄슈타인 (1974)